# El matrimonio de María Braun

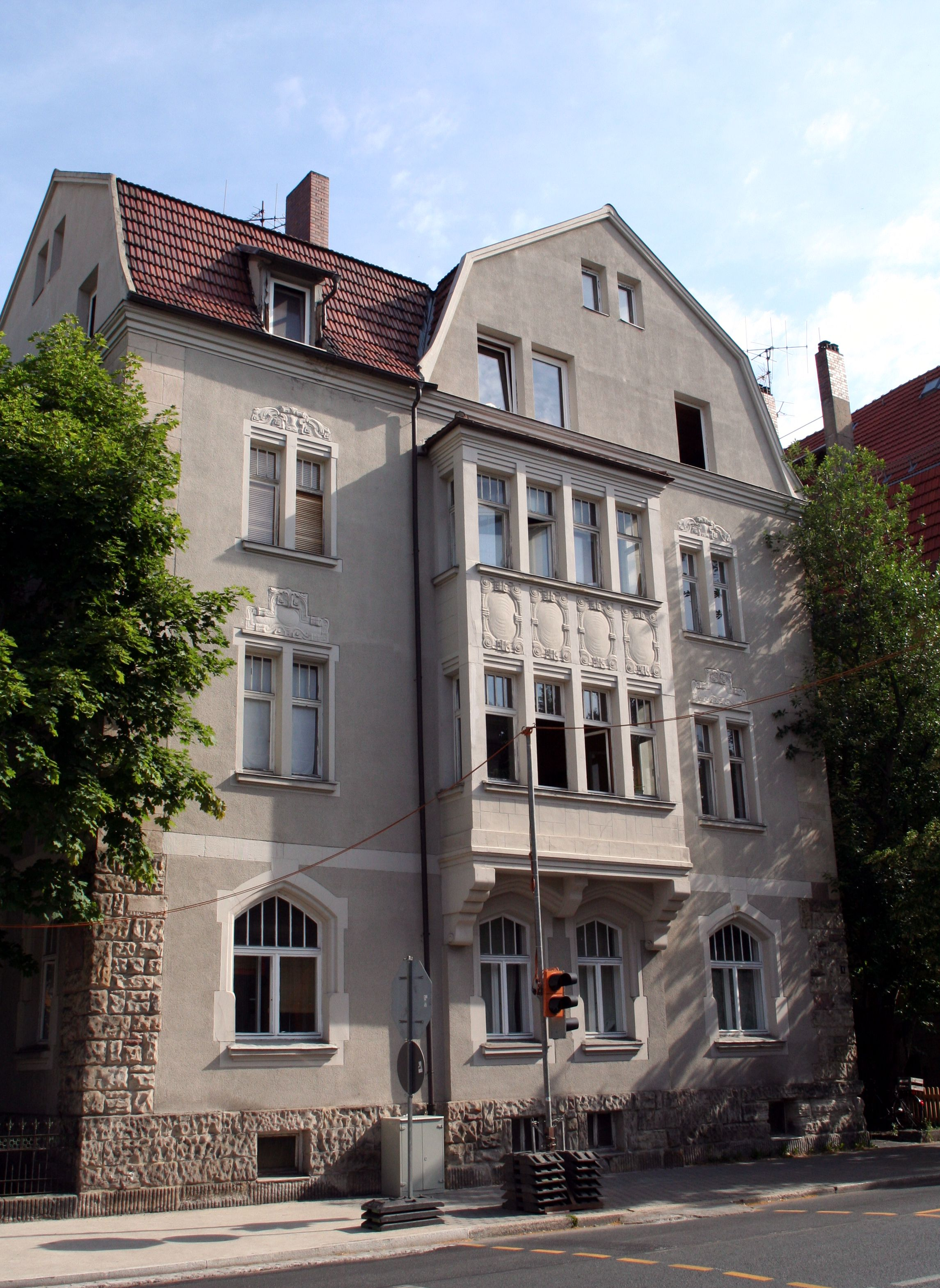
Uno de los lugares de rodaje, en Coburgo.

El matrimonio de María Braun es una película dirigida por Rainer Werner Fassbinder y estrenada en 1979. Es sobre todo una gran parábola sobre el llamado milagro alemán y la situación sociopolítica en Alemania luego de la Segunda Guerra Mundial.

## Sinopsis
La acción comienza en 1943. Después de su precipitado matrimonio, Maria Braun (Hanna Schygulla) se ve obligada a separarse de su marido Hermann, que la debe dejar para ir a la guerra. 
Un superviviente (amigo de la familia) que vuelve del frente oriental, le anuncia a María que su marido está probablemente muerto y ella se ve obligada a mantenerse a sí misma y a sus familiares, y a hacer como todas las mujeres alemanas de la misma situación: trabaja con el mercado negro y al mismo tiempo trabaja como entraineuse en un local frecuentado por soldados estadounidenses.

## Premios y selecciones[1]
- Festival Internacional de Cine de Berlín 1979 | Ganadora: Best Actress (Silver Berlin Bear)
- Festival Internacional de Cine de Berlín  1979 | Ganadora: Outstanding Single Achievement (Silver Berlin Bear)
- Festival Internacional de Cine de Toronto 1979 | Selección Oficial
- Premios Globo de Oro (EEUU) 1980 | Nominada: Best Foreign Film
- Círculo de Críticos de Cine de Londres 1981 | Ganadora: Foreign Language Film of the Year
- Premios del Círculo de Críticos de Cine de Nueva York 1979 | Tercer lugar: Best Actress

## Reparto
- Hanna Schygulla: Maria Braun
- Klaus Löwitsch: Hermann Braun
- Ivan Desny: Karl Oswald
- Elisabeth Trissenaar: Betti Klenze
- Gottfried John: Willi Klenze
- Hark Bohm: Senkenberg
- Greg Eagles: Bill